# District de Kapit
Le district de Kapit (malais : Daerah Kapit) est un district administratif de l'État malaisien du Sarawak, qui fait partie de la Division de Kapit. La capitale du district est dans la ville de Kapit.

### Liens connexes
- Districts de Malaisie